# Victor Sabbe
Victor Herman Sabbe (Blankenberge, 10 juni 1906 - Brugge, 20 februari 1958) was een Belgisch advocaat en volksvertegenwoordiger.

## Levensloop
Victor Sabbe was een kleinzoon van Julius Sabbe en een neef van Maurits Sabbe. Hij groeide op in een liberale en Vlaamsgezinde familie. Hij studeerde aan het Atheneum van Brugge en behaalde in 1929 het volledig Nederlandstalig diploma van doctor in de rechten aan de Rijksuniversiteit Gent.
In Brugge, waar hij in 1929 advocaat werd, werd hij lid van de Liberale Jonge Wacht en voorzitter van het Van Gheluwe's Genootschap. Ook was hij actief in sociaal-liberale verenigingen.
In 1938 werd hij voor de Liberale Partij gemeenteraadslid van Brugge en bleef dit tot aan zijn dood in 1958. Van 1949 tot 1950 was hij korte tijd lid van de Kamer van volksvertegenwoordigers voor het arrondissement Brugge.
Sabbe was tevens voorzitter van de Brugse afdeling van het Willemsfonds, van 1945 tot 1957 voorzitter van het Liberaal Vlaams Verbond en vanaf 1944 ondervoorzitter van de Algemene Centrale der Liberale Vakbonden van België. Hij was ook lid van de Brugse vrijmetselaarsloge La Flandre.
Hij was stafhouder van de Brugse balie in het jaar dat hij onverwacht overleed.